# Ян Баптиста ван Гельмонт
Ян Баптист Ван Гельмонт (нід. Jan Baptista van Helmont, 1579 (12) січня 1580, Брюссель — 30 грудня 1644, Вілворде) — голландський натураліст, лікар і теософ-містик. Запровадив у наукову термінологію слово «газ».

## Біографія
Ян Баптист ван Гельмонт отримав теологічну і медичну освіту у Лувені. Вивчав твори Парацельса та інших ятрохіміків, здійснив десятирічну подорож Європою для удосконалення своїх знань з медицини. Відвідав Альпи, Швейцарію, Іспанію, Францію і Англію і 1609 року отримав ступінь доктора медицини. Потім оселився у Вілворде поблизу Брюсселя і до кінця життя займався дослідженнями у своїй власній домашній лабораторії.
Головні твори Ван Гельмонта були опубліковані його сином Франциском-Меркурієм лише після смерті вченого — 1646 року, а пізніше, 1682 року, було видано повне зібрання творів Ван Гельмонта («Opera omnia»).

## Наукові погляди
У багатьох питаннях він стояв на класичних позиціях алхімії, вважаючи, наприклад, можливим перетворення неблагородних металів (ртуті, свинцю та інших) у золото за допомогою так званого філософського каменя. Ван Гельмонт дотримувався віталістичних уявлень про те, що життєві процеси нібито регулюються особливими «духами життя» («археями»); визнавав можливість мимовільного зародження.
Ван Гельмонт — один з великих представників ятрохімії. Ван Гельмонт одним з перших почав використовувати нітрат срібла (ляпіс) для припікання ран, запалень і бородавок. Він вважав, що в травленні вирішальну роль відіграє кислота шлункового соку, і тому пропонував лікувати лугами хвороби, що викликаються надлишком кислот в шлунку.

## Дослідження

### Запровадження поняття «газ»
Я. ван Гельмонт ввів в хімію термін «газ». 1620 року Я. ван Гельмонт відзначив, що деревне вугілля при згорянні виділяє «лісовий дух». З цього приводу він писав:
|  | 62 фунти дубового вугілля дають 1 фунт золи, а решта 61 фунт слугують для утворення лісового духу. Цей лісовий дух, невідомий досі, неможливо зібрати в жодну посудину і неможливо зробити видимим тілом. Я називаю його новим ім'ям – газ. |

Вибір такої назви був пов'язаний з одним з ключових понять грецької міфології — хаосом. Ван Гельмонту було відомо, що «лісовий дух» утворюється при горінні дерева, при бродінні вина, виділяється з мінеральної води і утворюється при дії кислот на вапняк і поташ.
Я. ван Гельмонт вважав, що існують гази, які відрізняються як один від одного, так і від повітря. Він також відзначав, що гази містяться у різноманітних твердих тілах і можуть бути виділені з них.

### Складові частини складних тіл
Він був одним з перших учених, які поставили питання про істинні прості складові частини складних тіл. Піддаючи сумніву Аристотелеві стихії і принципи алхіміків на тій підставі, що їх присутність неможливо виявити в складі більшості тіл, Ван Гельмонт пропонував вважати простими тілами лише ті, які можуть бути виділені при розкладанні складних тіл. Так, оскільки при розкладанні рослинних і тваринних речовин завжди виділялася вода, Ван Гельмонт вважав її простим тілом і головною складовою частиною складних тіл. У пошуках інших простих тіл Ван Гельмонт багато експериментував з металами. Показовим є досвід Ван Гельмонта зі сріблом: точно зважену кількість срібла було розчинено в aqua fortis — нітратній кислоті, розчин випарювався, залишок прожарювали і сплавляли. Вага отриманого срібла точно дорівнювала вихідній. Ван Гельмонт писав:
|  | Срібло не втрачає своєї сутності від того, що було розчинене у aqua fortis, хоча воно зникло з очей і зробилося зовсім прозорим |

Цей дослід є цікавим і як один з перших прикладів кількісного дослідження явища.

### Дослід з вербовою лозою
Ван Гельмонт вперше провів експериментальні дослідження процесу живлення рослин, які стали основою для так званої водної теорії живлення рослин. Виростивши гілку верби у бочці, він встановив, що майже 40-кратне збільшення її у вазі за 5 років не супроводжувалося скільки-небудь значним зменшенням ваги землі. Незважаючи на помилковість, ця теорія, що розглядала життя рослин як процес, що відбувається тільки під впливом матеріальних сил, завдала удару релігійно-ідеалістичному світогляду. Я. ван Гельмон описав свій експеримент таким чином:
|  | Я взяв глиняний горщик і поклав у нього 200 фунтів землі, які були висушені в печі. Все це я полив дощовою водою та посадив там вербову гілку вагою п'ять фунтів. Через п'ять років з гілки виросло дерево вагою 169 фунтів і близько трьох унцій. Глиняний горщик поливався завжди, коли це було необхідно, дощовою або тільки дистильованою водою... Я не стежив за вагою листя, що опадало кожної з чотирьох осеней. І, урешті-решт, я просушив землю в горщику ще раз, і знайшов ті ж 200 фунтів, не вистачало лише 2 унції. Таким чином, 164 фунтів деревини, кори і коренів виросли за рахунок однієї лише води. |

Строго кажучи, Я. ван Гельмонт не був першим, хто провів подібний експеримент, відомо, що подібний дослід проводив Леонардо да Вінчі, використовуючи гарбуз.

## Виноски
1. 1 2 3  Математичний генеалогічний проєкт — 1997.
2. ↑  Гельмонт, Иоганн Баптист // Энциклопедический словарь — СПб: Брокгауз — Ефрон, 1892. — Т. VIII. — С. 290.
3. ↑  ECARTICO
4. ↑   Partington J. R. A History of Chemistry, v. 2. London, 1961. P. 232. (англ.)
5. 1 2  Analyzing van Helmont's Willow Experiment [Архівовано 20 жовтня 2016 у Wayback Machine.]. (англ.)